# Киракосян, Тигран
Тигран Киракосян (род. 5 апреля 1991) — армянский самбист, чемпион и призёр чемпионатов Европы и мира, победитель летней Универсиады 2013 года в Казани и Европейских игр 2019 года в Минске. Выступает в легчайшей весовой категории (до 52 кг).

## Биография
В 2010 году к Киракосяну пришёл первый серьёзный международный успех — он стал бронзовым призёром чемпионата Европы в Минске. В дальнейшем он ещё дважды становился бронзовым призёром чемпионатов Европы, дважды — серебряным и пять раз — чемпионом. Также он трижды становился бронзовым призёром чемпионатов мира, дважды — серебряным и один раз — чемпионом мира. В 2013 году Киракосян победил на Универсиаде в Казани, а в 2019 — стал победителем Европейских игр.